# Nam Darfur
Bang Nam Darfur (tiếng Ả Rập: ولاية جنوب دارفور Wilāyat Ǧanūb Dārfūr; Janob Darfor) là một trong wilayat hoặc bang của Sudan. Nó là một trong năm bang hình thành từ vùng vùng Darfur ở phía Tây Sudan.

## Tổng quan

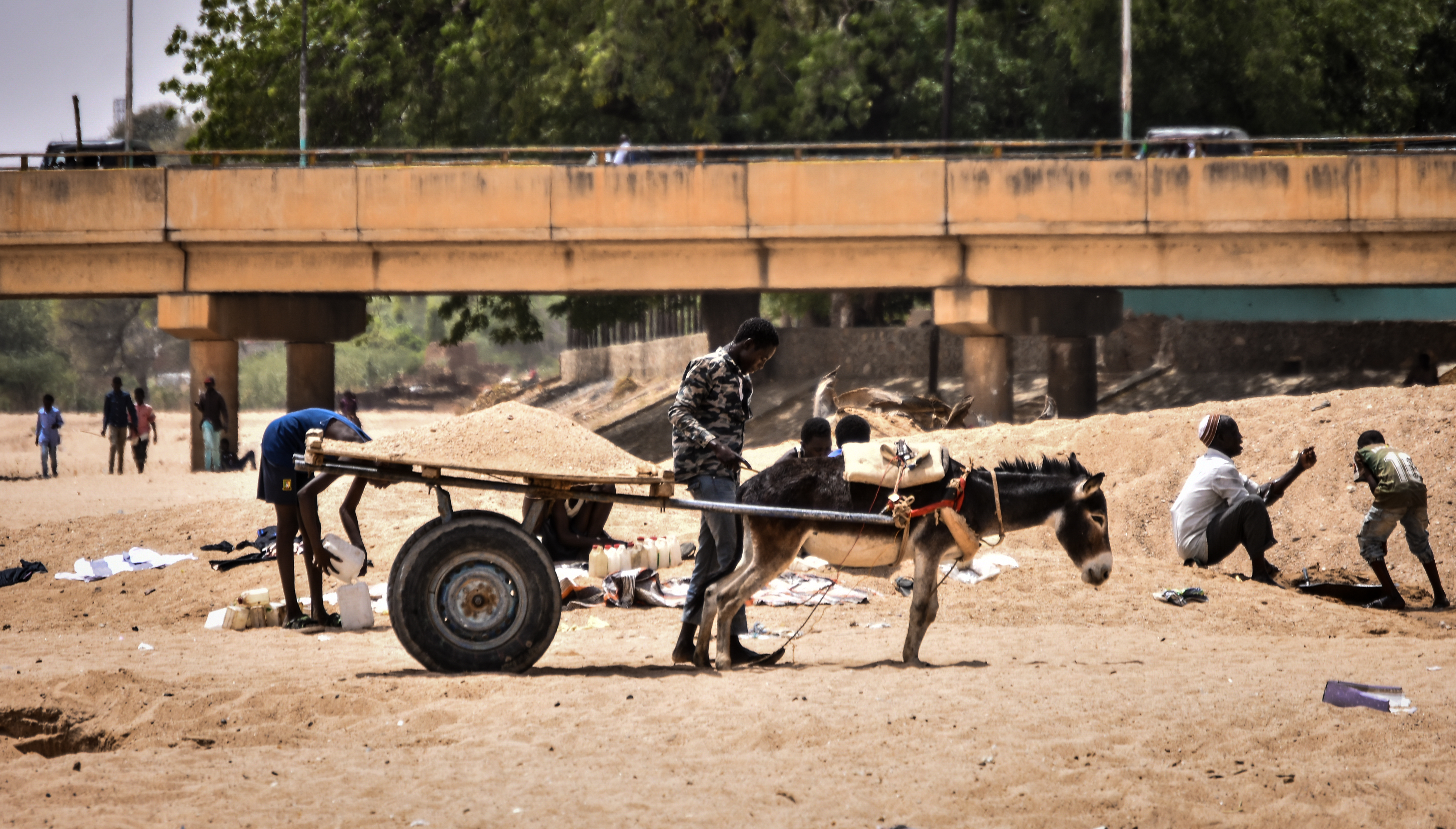
Đoạn đường gần Nyala

Trước khi thành lập hai bang mới tại vùng Darfur vào tháng 1 năm 2012, Nam Darfur có diện tích 127.300 kilômét vuông (49.200 dặm vuông Anh) và dân số ước tính là 2,890,000 (2006). Nyala là thủ phủ của bang.